# Boromlea, Trosteaneț
Boromlea (în ucraineană Боромля) este localitatea de reședință a comunei Boromlea din raionul Trosteaneț, regiunea Sumî, Ucraina.

## Demografie
Componența lingvistică a localității Boromlea
     Ucraineană (95,01%)
     Rusă (4,68%)
     Alte limbi (0,19%)
Conform recensământului din 2001, majoritatea populației localității Boromlea era vorbitoare de ucraineană (95,01%), existând în minoritate și vorbitori de rusă (4,68%).